# Ween
Ween je američki rock-sastav iz New Hopea u Pennsylvaniji. Godine 1984. osnovali su ga Aaron Freeman i Mickey Melchiondo, poimence poznatiji po umjetničkim imenima Gene i Dean Ween. Skupina se uglavnom kategorizira u žanr alternativnog rocka i poznata je po vrlo eklektičnu opusu koji se sastoji od pjesama nadahnutih funkom, soulom, countryjem, gospelom, progresivnim rockom, psihodelijom, R&B-jem, heavy metalom, punk rockom i ostalim žanrovima.
Od svojeg je osnutka do 1989. sastav objavio nekoliko albuma na kaseti. Uslijedila su tri službeno objavljena albuma niske kvalitete zvuka: GodWeenSatan: The Oneness (iz 1990.), The Pod (iz 1991.) i Pure Guava (iz 1992.). Potonji je album prvi uradak skupine koji je objavila veća diskografska kuća Elektra Records. S tog je uratka pjesma "Push th' Little Daisies" objavljena kao singl i pojavila se na glazbenim ljestvicama u Australiji i SAD-u. Dok je imala ugovor s Elektrom, grupa je objavila još četiri profesionalno snimljena albuma: Chocolate and Cheese (iz 1994.), 12 Golden Country Greats (iz 1996.), The Mollusk (iz 1997.) i White Pepper (iz 2000.). Poslije toga sastav se vratio nezavisnim izdavačima koji su objavili njegove albume Quebec (iz 2003.) i La Cucaracha (iz 2007.). Nakon 28 godina postojanja skupine Freeman ju je napustio 2012., uglavnom da bi se usredotočio na odvikavanje od alkohola i droge. Ween se ponovno okupio krajem 2015. i počeo je odlaziti na dugotrajne turneje, ali ne planira snimati nove pjesme.
U prvih je deset godina postojanja Ween održavao koncerte kao duo popraćen digitalnom audiovrpcom. Nakon objave Chocolate and Cheesea u koncertnu su postavu ušla još dva člana, a naknadno joj se pridružio i peti član. Među Weenovim članovima na turneji nalaze se Claude Coleman Jr., Dave Dreiwitz i Glenn McClelland. Ween je u više navrata surađivao i s Andrewom Weissom, koji se 1989. pridružio skupini kao basist i koji je producent pet od njezinih devet albuma. Iako nikad nije postao naročito uspješan u glavnoj struji, Ween je stekao kultni status i pohvale kritičara.

## Povijest

### Početci (1984. – 1989.)
Aaron Freeman i Mickey Melchiondo upoznali su se 1984. na satu tipkanja u osnovnoj školi. Freeman je izjavio: "Nismo si bili dragi. On je bio sportaš, a ja "zakopčan". Međutim, sjedili smo jedan pored drugoga na satu tipkanja i shvatili da nas zanima glazba." Njih dvojica osmislila su ime Ween, koje je spoj riječi "wuss" ("slabić") i "penis". Njihove su najranije kućne snimke nastale pod utjecajem droga i bez ikakvih restrikcija; Melchiondo je naknadno o tom razdoblju izjavio: "Pjesme smo skladali tako da bude iznimno neugodna."
Od 1984. do 1994. na Weenovim je koncertima Freeman pjevao i katkad svirao akustičnu gitaru, Melchiondo je svirao glavnu gitaru i bio je prateći vokalist, a digitalna im je audiovrpca (DAT) reproducirala prethodno snimljene popratne glazbene dionice. Krajem osamdesetih godina 20. stoljeća sastav je objavio šest kaseta: Mrs. Slack (iz 1985.), The Crucial Squeegie Lip (iz 1986.), Axis: Bold as Boognish (iz 1987.), Erica Peterson's Flaming Crib Death (iz 1987.), The Live Brain Wedgie/WAD (iz 1988.) i Prime 5 (iz 1989.). Godine 1987. Freeman je objavio vlastitu kasetu, Synthetic Socks, na kojoj je Melchiondo svirao na nekoliko pjesama. Weenov se prvi javni nastup održao 1986. u talent showu u New Hope-Solebury High Schoolu; ondje je odsvirao obradu pjesme "Purple Haze" Jimija Hendrixa s basistom Chrisom Williamsom (poznatog kao Mean Ween) i bubnjarom Karlom Weimerom. Iako su u to doba uglavnom nastupali Freeman i Melchiondo uz pratnju digitalne audiovrpce, tijekom osamdesetih godina 20. stoljeća održali su nekoliko koncerata pod imenom "The Ween", a pridružili su im se članovi Rollins Banda: Andrew Weiss i Sim Cain.
Do 1988. Ween je počeo često nastupati u kafiću John and Peter's u New Hopeu i City Gardensu u Trentonu. U City Gardensu bio je predgrupa izvođačima kao što su They Might Be Giants, GWAR, Butthole Surfers i Henry Rollins. Nakon nastupa održanog u City Gardensu u veljači 1990. publika nije bila posve zadovoljna; Rollins se zatim popeo na pozornicu i upozorio je da bi trebala "sad zavoljeti sastav" jer će jednog dana "pasti na svoja prljava koljena i puzati do oltara znanog kao Ween".

### Lo-fi razdoblje (1990. – 1993.)
Dave Ayers, član odsjeka A&R diskografske kuće Twin/Tone Records iz Minneapolisa, krajem osamdesetih godina 20. stoljeća otišao je na koncert alt-rock sastava Skunk u Maplewoodu, New Jerseyju jer mu je namjeravao ponuditi ugovor za objavu albuma. Ween, čiji su članovi prijateljevali s članovima Skunka, te je noći bio predgrupa. Ween je te noći potpisao ugovor s Twin/Toneom, a Ayers je ubrzo postao menadžer skupine. Skunk se razišao 1991., a njegov je bubnjar Claude Coleman, Jr. tijekom 1992. nekoliko puta nastupio s Weenom; postao je punopravni član sastava 1994.
Prvi Weenov studijski album za Twin/Tone, GodWeenSatan: The Oneness, objavljen je 16. studenoga 1990. Sastoji se od 26 pjesama napisanih od 1984. do 1990. i može ga se smatrati svojevrsnom kompilacijom "najboljih pjesama" tog razdoblja. Neke pjesme poput "You Fucked Up" i "Bumblebee" već su se pojavile na različitim Weenovim kasetama krajem osamdesetih godina 20. stoljeća. Pjesme "You Fucked Up", "Fat Lenny", "Nan" i "L.M.L.Y.P.", koja je uvelike nadahnuta Princeovom glazbom, skupina je više godina svirala na svojim koncertima. Da bi podržao album, Ween je prvi put počeo održavati koncerte u Europi – u prosincu 1990. nastupao je u Nizozemskoj i Švicarskoj.
Godine 1991. diskografska kuća Shimmy-Disc objavila je drugi studijski album skupine, The Pod. Uradak je sniman kasetofonom od siječnja do listopada 1990. Nazvan je po stanu u Solebury Townshipu u kojem je snimljen. Bubnjarski strojevi, gitare i vokali promijenjene visine tona te humor nadahnut drugom postali su tipični dijelovi pjesama skupine. Naslovnica The Poda zapravo je parodija naslovnice albuma Leonarda Cohena The Best of Leonard Cohen iz 1975.; umjesto Cohenove glave na naslovnici se nalazi glava Chrisa Williamsa (poznatog kao "Mean Ween"; na albumu je svirao bas-gitaru na pjesmi "Alone"). Iako u bilješkama na omotu albuma piše da je album snimljen pod utjecajem scotchgarda, Freeman je naknadno rekao da se radi o šali. Nakon objave The Poda Ween je otišao na prvu veću američku turneju, a zatim i na jednotjednu turneju po Ujedinjenom Kraljevstvu tijekom koje je otišao i na snimanje u BBC-ov studio s Johnom Peelom. Na turneji po Ujedinjenom Kraljevstvu u veljači 1992. Ween je prvi put nastupao s Claudeom Colemanom Jr., a bas-gitaru svirao je Kramer, osnivač Shimmy-Disca.
Ween je potom potpisao ugovor s većim izdavačem Elektra Recordsom i 10. studenoga 1992. objavio album Pure Guava. Na tom se uratku nalazi najuspješniji singl skupine, "Push th' Little Daisies", zbog kojeg je stekao pozornost medija i MTV-a – spot za tu pjesmu pojavio se u emisiji Beavis and Butt-Head. Ta je pjesma bila uspješna i u Australiji; ondje se pojavila na 18. mjestu ljestvice singlova. Na pjesmi "Flies on My Dick" gostovao je pjevač Guy Heller, član Melchiondove druge skupine Moistboyz. Heller se nekoliko puta pridružio skupini i uživo s njom pjevao tu pjesmu. Ween je otišao na američku turneju da bi podržao album, a nastup koji se 9. prosinca 1992. održao u Chapel Hillu u Sjevernoj Karolini snimljen je i 2008. objavljen kao CD/DVD At the Cat's Cradle, 1992. Ween je također nastupio na MTV's Spring Breaku u floridskom Daytona Beachu i u emisiji The Jane Pratt Show.

### Potpisivanje ugovora s Elektra Recordsom (1994. – 1996.)
Nakon objave albuma Pure Guava Ween je počeo proširivati studijsku i koncertnu postavu, čime je ujedno osigurao bolju produkciju pjesama u studiju i lakšu izvedbu pjesama uživo. Claude Coleman Jr. službeno se pridružio sastavu kao bubnjar u ožujku 1994., a Weenov je dugogodišnji producent Andrew Weiss počeo svirati bas-gitaru za nj. Album Chocolate and Cheese objavljen je 1994. i sastoji se od pjesama nadahnutih popom, rockom i soulom iz sedamdesetih godina 20. stoljeća među kojima su "Freedom of '76" i "Voodoo Lady"; potonja se pjesma pojavila u glazbi za filmove Čovječe, gdje mi je auto? i Put do zrelosti. Glazbeni spot za "Freedom of '76" režirao je Spike Jonze; sastav je također snimio spot i za pjesmu "I Can't Put My Finger on It" – snimanje se odvijalo u restoranu bliskoistočne hrane i u spotu su se pojavili stvarni zaposlenici tog restorana. Oba su se spota pojavila 1995. u petoj sezoni emisije Beavis and Butt-Head. Ween je u siječnju 1995. uživo izveo "I Can't Put My Finger On It" u emisiji Late Night with Conan O'Brien. Godine 1997. skupina Phish na svojim je koncertima počela redovito svirati pjesmu "Roses Are Free" s Chocolate and Cheesea. Freeman je naknadno izjavio: "Trey Anastasio drag mi je kao osoba, ali što se njegove glazbe tiče, povraća mi se od sveg tog jamminga." Godine 2011. Hank Shteamer napisao je knjigu o Chocolate and Cheeseu kao dio serijala knjiga 33⅓ o glazbenim albumima. Melchiondo je komentirao: "Vidio sam da je netko napisao knjigu o Chocolate and Cheeseu, moj ju je sin stavio u kupaonicu. Čitao sam je. Ljudi su o meni i Aaronu [Freemanu, Geneu Weenu] govorili kao da smo žešće promišljali o tome. To je čisto preseravanje. Napisali smo mnogo pjesama – bile su dobre, znali smo da su dobre – izabrali smo sebi omiljene i stavili ih na album. To je to. [Smijeh.] I tako je bilo sa svakim albumom koji sam snimio, od prvog Weenovog albuma do drugog albuma Deana Weena."
Mjesec dana prije objave Chocolate and Cheesea Ween se pojavio u filmu Saturday Night Livea It's Pat, u kojem je glavnu ulogu igrala Julia Sweeney. Sam sastav (koji su u filmu činili Freeman, Melchiondo, Weiss i Weissov brat John Weiss kao bubnjar) bio je u popratnoj ulozi i svirao je pjesme "Pork Roll, Egg & Cheese" s The Poda i  "Don't Get 2 Close (2 My Fantasy)" s Pure Guave. Film je dobio negativne kritike i podbacio je na tržištu, pa je stoga povučen iz kinodvorana nakon tjedan dana prikazivanja.
Godine 1994. Freeman, Melchiondo i Coleman surađivali su i s japanskim sastavom noise rocka Boredoms na projektu koji je dvije godine poslije objavljen pod imenom Z-Rock Hawaii. Melchiondu se jako svidjela ta grupa nakon što je 1993. otišao na njezin koncert u Philadelphiji; nazvao ju je "najžešćom grupom koju je ikad vidio nakon Butthole Surfersa". Boredomsov frontmen Yamantaka Eye prethodno je objavio album na kojem je semplirao pjesme s Weenova albuma The Pod. Snimanje Z-Rock Hawaiija odvijalo se u studiju u Penningtonu – u vrijeme dok je skupina još snimala Chocolate and Cheese.
Ween se u studenom 1995. vratio studijskim glazbenicima iz Nashvillea i producentu Ben Vaughn za potrebe snimanja albuma 12 Golden Country Greats (iz 1996.). O podrijetlu imena albuma postoje dvije teorije. Prema prvoj ime aludira na dvanaest glazbenika veterana, poznatih pod imenom The Shit Creek Boys, koji su svirali na albumu. Prema drugoj ime albuma odnosi se na činjenicu da je skupina snimila dvanaest demo-pjesama prije konkretnog snimanja albuma; naposljetku na album nije uvrstila pjesme "I Got No Darkside" i "So Long, Jerry", ali nije promijenila ime albuma. "So Long, Jerry", pjesma posvećena tad nedavno preminulom Jerryju Garciji, pojavila se na B-strani singla "Piss Up a Rope". U skladu s tradicijom u Nashvilleu Freeman i Melchiondo samo su pjevali, a članovi The Shit Creek Boysa svirali su sve instrumente. Vokalni kvartet The Jordanaires, koji je nekoć bio popratni vokalni kvartet Elvisu Presleyju, pojavio se na pjesmama "I'm Holding You" i "Powder Blue".

### Uspjeh na tržištu (1997. – 2001.)
The Mollusk, album morske tematike, objavljen je 1997. Radi se o još jednom eklektičnom setu pjesama na kojem se Ween posvećuje satiri, dekonstrukciji i imitacijskim radovima; pjesme su nadahnute britanskim popom iz šezdesetih godina 20. stoljeća, mornarskim pjesmama, pjesmama iz brodvejskih mjuzikla i progresivnim rockom. Nekoliko mjeseci prije objave tog albuma Freeman ga je nazvao "našim mračnim albumom acid rocka". Godine 2007. sam je Melchiondo izjavio da mu je The Mollusk omiljeni album iz Weenove diskografije. Na The Mollusku su se naposljetku pojavile studijske snimke pjesama "Buckingham Green" i "The Blarney Stone", koje je skupina godinama svirala na koncertima. Iako nisu svirali na uratku, basist Dave Dreiwitz i klavijaturist Glenn McClelland pridružili su se Weenu u travnju 1997.; sa skupinom su uživo izveli pjesmu "The Golden Eel" s albuma na epizodi emisije Viva Variety na Comedy Centralu. Postava koju su činili Freeman, Melchiondo, McClelland, Dreiwitz i Coleman opstala je do privremenog prestanka rada skupine 2012.
Nakon objave The Molluska Ween je napisao dvije pjesme za dva različita projekta Treya Parkera i Matta Stonea. Pjesma "Love" pojavila se u filmu Orgazmo u rujnu 1997. Pjesma "The Rainbow", uz Freemana i Melchionda, pojavila se u drugoj sezoni serije South Park, u epizodi "Chef Aid" emitiranoj u studenom 1998. Naknadno je objavljena na kompilaciji Chef Aid: The South Park Album. Parker i Stone poslije su režirali glazbeni spot za pjesmu "Even If You Don't" s idućeg Weenovog albuma White Pepper. Skupina se željela posvetiti različitim oblicima medija, pa je 1999. na internetu isključivo u formatu MP3 objavila besplatni uradak Craters of the Sac; Elektra Records iste je godine objavila kompilaciju koncertnih snimki Paintin' the Town Brown: Ween Live 1990-1998.
Weenov šesti studijski album, White Pepper, posljednji je album objavljen pod ugovorom s Elektra Recordsom; objavljen je 2. svibnja 2000. S tog albuma nadahnutog pop-glazbom i pjesmama dua Lennon-McCartney objavljena su dva singla: "Even If You Don't", za koji je objavljen i popratni glazbeni spot koji su režirali Trey Parker i Matt Stone, i "Stay Forever". Ubrzo nakon objave White Peppera Ween je osnovao internetsku radiopostaju WeenRadio, koju je Rolling Stone nazvao trećom najboljim glazbenim mjestom na internetu. U srpnju 2000. Ween je uživo odsvirao pjesmu "Exactly Where I'm At" s White Peppera u emisiji Late Show with David Letterman.
U studenom 2000. Ween je snimio pjesmu "Loop de Loop" za epizodu Spužve Boba Skockanog pod imenom "Odvezana cipela". Autor Spužve Boba, Stephen Hillenburg, kontaktirao je s članovima Weena i rekao im da je The Mollusk iznimno utjecao na njegov crtić. U brojnim budućim epizodama Spužve Boba nalazile su se suptilne aluzije na Ween. Uz to, pjesma "Ocean Man" s The Molluska pojavila se na kraju filma The SpongeBob SquarePants Movie iz 2004. Ween je također surađivao s Benom Vaughnom da bi skladali i izveli glavnu pjesmu i intersticijalnu glazbu za humorističnu seriju Pod kaznom do smrti koja se prikazivala od 2001. do 2005.
Ween je 2001. osnovao vlastitu diskografsku kuću Chocodog Records, pod čijom je licencijom objavljeno nekoliko samostalnih koncertnih albuma. Paintin' the Town Brown, čije je snimke sakupio i masterirao sam sastav, izvorno je trebao biti prvi objavljeni uradak te kuće. Melchiondo je izjavio da je nakon dovršetka albuma Elektra shvatila da je taj CD imao prodajnog potencijala, pa Weenu nije omogućila prodaju tog albuma pod Chocodogovom licencijom. Prvi Chocodogov objavljeni album bio je Live in Toronto. Objavljen je u ograničenoj nakladi i mogao se kupiti samo na internetskim stranicama skupine, pa je ubrzo postao traženo izdanje među kolekcionarima. Naknadni su Chocodogovi albumi objavljeni u većoj nakladi da bi zadovoljili potražnju. Da bi proslavio ponovnu objavu debitantskog albuma GodWeenSatan: The Oneness, Ween se vratio svojoj izvornoj postavi koju su činili Freeman, Melchiondo i DAT i 15. rujna 2001. održao je koncert u kafiću John and Peter's u New Hopeu. Na tom nastupu nije bilo dopušteno snimanje; Melchiondo je 2015. koncert nazvao "najvećim neobjavljenim bootlegom", ali je dodao da će jednog dana biti objavljen.

### Povratak nezavisnim izdavačima, koncertni albumi (2002. – 2007.)
Dana 7. kolovoza 2002. Claude Coleman Jr. teško je ozlijeđen u automobilskoj nesreći na cesti Route 78 u blizini Newarka – slomio je kralježnicu i zdjelicu. Ween je ubrzo organizirao nekoliko dobrotvornih koncerata u njujorškom Bowery Ballroomu koji su se održali u listopadu da bi mu pomogao otplatiti troškove zdravstvenih usluga. Na tim je nastupima bubnjeve svirao Josh Freese, bubnjar The Vandalsa. Freese je također svirao i na Quebecu, idućem albumu skupine. Coleman se vratio skupini u prosincu i svirao je uz Freemana na akustičnom nastupu u Brooklynu. Istog je mjeseca Ween objavio koncertni album Live at Stubb's na tri CD-a – na uratku se nalaze snimke dijelova dvaju koncerata koji su se održali u srpnju 2000. u Austinu tijekom turneje White Pepper.
Ween je potpisao ugovor sa Sanctuary Recordsom i 5. kolovoza 2003. objavio Quebec, prvi studijski album nakon tri godine od posljednjeg. Pjesme na uratku mračnijeg su prizvuka od prijašnjih Weenovih radova; Freeman je izjavio da su mnoge pjesme napisane dok se rastavljao od supruge: "Većinu tih pjesama napisao sam taman prije kraja [veze]. Većina tih pjesama govori o tome. Čak i ako ne govore izravno o tome, možete osjetiti početak i kraj prekida u njima." Melchiondo je naknadno dodao: "Sviđa mi se taj album, ali je vrlo negativan. Rekao bih da je to jedan od naših mračnijih albuma. Ne slušam naše albume, ali nikad nisam slušao taj." Ween je 3. rujna 2003. odsvirao pjesmu "Happy Colored Marbles" s Quebeca u emisiji Last Call with Carson Daly.
Krajem te godine grupa je postavila anketu na službenoj oglasnoj ploči u kojoj je pitala koje bi pjesme trebala svirati na All Request Liveu, tada nadolazećem albumu snimljenom uživo u studiju. Objavljen je 22. studenoga i na njemu se nalaze snimke izvedbi svih pet dijelova skupine pjesama "The Stallion" (Prva dva dijela nalaze se na The Podu, treći dio na Pure Guavi, neobjavljeni četvrti dio jedan je od demo-uradaka za Chocolate and Cheese, a peti se dio nalazi na Craters of the Sacu). Dana 3. studenoga 2017. uživo je izveo  "The Stallion Suite" u Stubb's BBQ-u u Austinu. Na All Request Liveu nalaze se i rane, rijetko svirane Weenove pjesme poput "Pollo Asado", "Mononucleosis" i "Cover It with Gas and Set It on Fire" te odbačena Weenova pjesma za Pizza Hut, "Where'd the Cheese Go?".
Godine 2004. Ween je objavio Live in Chicago, uradak na DVD-u i CD-u na kojem su se nalazile snimke pjesama odsviranih u studenom 2003. na dvama koncertima u čikaškom The Vic Theatreu tijekom turneje Quebec. Nakon nastupa na nekoliko glazbenih koncerata u ljeto te godine, Ween je u listopadu otišao na turneji po Zapadnoj obali SAD-a. Nakon nastupa u San Diegu 17. listopada Weenov menadžer Greg Frey najavio je da će nadolazeća turneja po Srednjem zapadu SAD-a biti otkazana da bi Freeman mogao otići na program odvikavanja od alkohola. Frey je u izjavi napisao: "U skupini postoji problem za koji je potrebna hitna intervencija – za zdravlje, dobrobit i sigurnost jednog od njezinih članova. Godine na turneji uzele su mu danak." Ween nije odlazio na turneje do listopada 2005.
Godine 2005. Ween se vratio u studio da bi snimio kvalitetnije inačice prethodno neobjavljenih pjesama za kompilaciju Shinola, Vol. 1. Za tih je dvanaest pjesama Melchiondo izjavio da su "pjesme za koje smo požalili što ih nismo stavili na druge albume". Pjesme su napisane u različita vremena postojanja skupine – "Tastes Good on th' Bun" odbačena je pjesma s The Poda, a "Someday" je odbačena pjesma nastala tijekom rada na Quebecu. Različite inačice pjesama "Big Fat Fuck", "How High Can You Fly?" i "Monique the Freak" prethodno su se pojavile na Craters of the Sacu. Melchiondo je poslije izjavio: "Nazvali smo [taj album] Volume 1, ali ne znam baš bih li se tako skoro opet htio baviti time".
U veljači 2006. Ween je unajmio staru seosku kuću i pretvorio je u studio. Nakon što je napisao više od 50 pjesama i tijekom 2006. snimio skice za njih, izabrao je neke od njih i s producentom Andrewom Weissom snimio pjesme za ono što su poslije postali The Friends EP i studijski album La Cucaracha, koji je 23. listopada 2007. objavio Rounder Records. La Cucaracha, koji je postao posljednji Weenov studijski album, Freeman je nazvao "hrpetinom govana"; dodao je: "Mislim da su pjesme na njemu dobre, ili barem više njih, ali bio je to velik znak da smo Mickey i ja gotovi."

### Posvećenost drugim projektima, incident u Vancouveru (2008. – 2011.)
Melchiondo je 21. rujna 2008. na službenim Weenovim mrežnim stranicama najavio da sastav planira objaviti CD-DVD prije Božića te godine. Izjavio je: "Ovaj se put vraćamo danima ranih devedesetih kad smo još bili duo s kazetofonom. Vjerojatno je najgadniji CD diskografske kuće Chocodog do danas." Ime tog CD-a jest At the Cat's Cradle i snimljen je 9. prosinca 1992. u Cat's Cradleu u Carrboru. Uz CD se nalazio i DVD na kojem su se nalazili videozapisi određenih nastupa iz tog razdoblja.
Iako je Freeman prije 2008. u nekoliko navrata održao samostalne akustične koncerte, poslije turneje za La Cucaracha potpuno se posvetio tim koncertima – koje je održavao pod imenom Gene Ween. U prosincu 2008. počeo je nastupati s The Gene Ween Bandom, koji se sastojao od Dreiwitza na bas-gitari, bubnjara Joea Russa i gitarista Scotta Metzgera. Pjesme svirane na tim koncertima bile su opskurnije Weenove pjesme koje je sam Ween rijetko svirao na svojim koncertima, nekoliko obrada i više Freemanovih pjesama koje je prvi put svirao uživo. Freeman je od 2008. do 2011. održao više koncerata kao samostalni izvođač i s The Gene Ween Bandom. Njegov prvi samostalni album, Marvelous Clouds, sastoji se od obrada pjesama Roda McKuena i objavljen je tri tjedna prije Weenova raspada.
Dok se Freeman bavio glazbenim projektima nepovezanim s Weenom, Melchiondo se posvetio ribarstvu. Melchiondo je u djetinjstvu proveo mnogo vremena u obiteljskoj kući na plaži u Beach Havenu, potom je postao kapetan ribarskog broda, a od 2008. do 2011. bio je domaćin internetske serije "Brownie Troop Fishing Show". Do 2015. i dalje je na svojem internetskom mjestu "Mickey's Guide Service" nudio prijevoz iz New Hopea i Belmara u New Jerseyju. Godine 2013. najavljeno je da će Trey Parker i Matt Stone biti producenti pilot-epizode televizijske emisije o ribarstvu u kojoj će sudjelovati Melchiondo i Les Claypool.
Dana 3. veljače 2010. Ween je objavio novu pjesmu,+ "DC Won't Do You No Good", koju se moglo preuzeti s mrežnog mjesta Target Cancer. U National Postu se 28. srpnja 2010.  pojavio intervju s Melchiondom, u kojem je izjavio da će skupina te zime otići u studio i raditi na desetom studijskom albumu.
Ween je početkom 2011. otišao na kraću turneju po Zapadnoj obali. Na koncertu održanom 24. siječnja u vankuverskom Queen Elizabeth Theatreu došlo je do incidenta; Freeman je bez ritma svirao tamburin na prvoj pjesmi, "Fiesta". Tijekom cijele noći pjevao je bez tonaliteta i činilo se da je bio pod utjecajem alkohola. Naposljetku je Freeman legao na pozornicu dok je ostatak skupine odsvirao instrumentalnu inačicu Carpentersove pjesme "Superstar". Dok je Freeman ugađao gitaru za pjesmu "Birthday Boy", Melchiondo i Dreiwitz napustili su pozornicu, a Coleman i McClelland zamijenili su glazbala. Nakon što su odsvirali "Birthday Boy", Coleman i McClelland pustili su Freemana da posljednje četiri pjesme izvede sam, no i dalje je pjevao bez tonaliteta. Usprkos tom incidentu grupa je iduće noći održala koncert u Seattleu bez ikakvih problema. Freeman je poslije napisao pjesmu o incidentu u Vancouveru, "Covert Discretion", koja se 2014. pojavila kao prva pjesma na debitantskom albumu Freeman njegova istoimenog novog sastava. Iste je godine komentirao: "Jednostavno ne možeš uprskati na pozornici, ležati na leđima i vrištati besmislice ispred 5000 ljudi i potom se ne potruditi promijeniti nešto. Kad napraviš nešto takvo, vjerojatno moraš nešto promijeniti."

### Raspad (2011. – 2015.)
Melchiondo je 11. kolovoza 2001. svojim prijateljima na Facebooku objavio zbirku pjesama u formatu MP3 pod imenom The Caesar Demos, nazvanu po privremenom imenu za Quebec. Komentirao je da su sve pjesme snimljene između 2001. i 2003. dok se Claude Coleman oporavljao od ozljeda dobivenih u automobilskoj nesreći i da na većini pjesama sviraju samo on s Freemanom. Uz nekoliko pjesama koje su se naposljetku pojavile na Quebecu, Caesar Demos sadrži i nekoliko prethodno neobjavljenih pjesama. Freeman nije bio zadovoljan tom Melchiondovom odlukom jer je smatrao da ga je prvo trebao razgovarati s njim. Na službenoj je oglasnoj ploči skupine pod pseudonimom "Taer" Freeman komentirao: "Taj album demo-snimki Caesar kap je koja je prelila čašu. Nitko nije pitao Genera prije objave... Deaner je prekršio zlatno pravilo. Boognish je plakao tog dana."
Freeman je Rolling Stoneu 29. svibnja 2012. poručio da "umirovljuje [ime] Gene Ween", a nekoliko je dana poslije Weenov menadžer, Greg Frey, obožavateljima grupe na Facebooku poručio da je Freeman odlučio "prekinuti svoje glazbeno partnerstvo s Weenom" kako bi se "potpuno posvetio svojoj samostalnoj karijeri". Melchiondo navodno nije znao što se dogodilo, pa je izjavio: "Sve mi je ovo novo, to je sve što zasad mogu reći." Dana 20. srpnja Melchiondo je progovorio o raspadu grupe i izjavio: "Mogu govoriti samo u svoje ime, ali što se mene tiče, dokle god smo Aaron i ja živi na ovome svijetu, Ween i dalje postoji. Nikad se nismo razišli. Sama pomisao na raspad je smiješna. Ovo nije nešto što možeš napustiti. Ovo je doživotna robija."
Freeman je naknadno potvrdio da je napustio Ween jer je želio ostati trijezan. Izjavio je: "Jedino što mi je sad važno jest ostati trijezan. Sam sam kriv za to što sam postao ovisnik o drogama i alkohola bez kontrole nad samim sobom i preuzimam odgovornost za to. MORAO sam napustiti Weenovu organizaciju da bih ostao trijezan."
Weenovi su se posljednji nastupi do raspada održali u Fillmore Auditoriumu u Denveru od 29. do 31. prosinca 2011., a posljednja pjesma koju je skupina odsvirala do ponovnog okupljanja jest "The Blarney Stone". Melchiondo je ponovno okupio skupinu Moistboyz, koja nije bila aktivna šest godina, a osnovao je i novi sastav, The Dean Ween Group. Freeman je održavao samostalne koncerte do 2014., kad je počeo snimati pjesme i odlaziti na turneje s novom grupom Freeman. Godine 2015. Freeman se na koncertima ponovno počeo služiti umjetničkim imenom Gene Ween.

### Ponovno okupljanje (2015. – danas)
Ween je 16. studenoga 2015. najavio da će se ponovno okupiti kako bi 12. i 13. veljače 2016. održao dva koncerta u 1stBank Centeru u Broomfieldu, Colorado. Zbog velike potražnje tijekom pretprodaje ulaznica dodan je i treći koncert, zakazan za 14. veljače 2016. Tijekom 2016. Ween je održao nekoliko povratničkih koncerata u Minneapolisu, Philadelphiji, Los Angelesu, Bostonu, New Yorku i San Franciscu. Skupina je nastupila i na glazbenim festivalima u Torontu, Chicagu, Portlandu, Arringtonu, Okeechobeeju i Manchesteru u Tennesseeju. Ween se također trebao pojaviti na Levitation Festivalu u Austinu, no taj je nastup naposljetku otkazan.
Dean Ween potvrdio je na Facebooku u siječnju 2016. da grupa radi na drugom dijelu zbirke odbačenih pjesama Shinola vol. 1. Dana 19. listopada 2016. sastav je najavio da će objaviti koncertni album GodWeenSatan Live; sastoji se od snimki pjesama snimljenih 14. rujna 2001. i na njemu skupina svira sve pjesme s albuma GodWeenSatan: The Oneness. Objavljen je 16. studenoga 2016. Warner Brothers 1. lipnja 2018. objavio je kompilaciju Bananas and Blow; Melchiondo je izjavio da skupina nije znala za tu kompilaciju sve dok nije bila objavljena i da je izbor pjesama na njoj "nasumičan".
Kao što je bio slučaj s brojnim koncertnim turnejama glazbenika tijekom 2020., Weenovi su koncerti te godine odgođeni zbog pandemije COVID-19. Koncerti koji su se trebali održati u lipnju i srpnju odgođeni su do 2021., a naknadno i do 2022.

## Glazbeni stil i utjecaji
Ween je poznat po širokopojasnom glazbenom stilu nadahnutim različitim žanrovima. Taj su stil kritičari i recenzenti nazivali alternativnim i eksperimentalnim rockom. Melchiondo je jednom izjavio: "Svaki od nas u svojoj je zbirci albuma imao različite uratke koje onaj drugi nije. Aaronov je otac imao mnogo psihodeličnih albuma, meni se jako sviđao punk rock, jednostavno smo jedan drugoga okrenuli k glazbi." Freeman je 2011. komentirao: "Mislim da mi se u vrijeme osnutka Weena zbilja sviđao sintesajzerski novi val iz sredine osamdesetih, a Mickeyju se više sviđao punk rock".
I Freeman i Melchiondo nekoliko su puta izjavili da je Prince jedan od glazbenika koji je najviše utjecao na grupu. Pjesma "L.M.L.Y.P." s albuma GodWeenSatan sadrži tekst preuzet iz dviju Princeovih pjesama: "Alphabet St." i "Shockadelica". K tome, u rijetkim je slučajevima tijekom koncerata Ween svirao Princeov "Kiss" usred pjesme "Voodoo Lady". Ween je na koncertima obradio i pjesme "1999", "Housequake" i "Purple Rain". Godine 2012. Melchiondo na svojim je internetskim stranicama izjavio: "Prince Rogers Nelson bez ikakve je sumnje najbolji živući gitarist bilo kojeg žanra. Prince je tako dobar u svim stvarima kojima se bavi da je lako zaboraviti i da je vrhunski solist."
Među ostalim navedenim utjecajima na grupu navedeni su izvođači kao što su The Beatles, Parliament-Funkadelic, Butthole Surfers, Pink Floyd, Dead Kennedys, Laurie Anderson, The Allman Brothers Band, James Brown, Devo, i Earth, Wind and Fire. Ween je na koncertima često obrađivao pjesme glazbenika kao što su David Bowie, Led Zeppelin, Grateful Dead, Neil Young, Motörhead, Van Halen, The Doors, Frank Sinatra i Billy Joel.
Budući da Weenove pjesme pripadaju različitim glazbenim stilovima i sadrže humoristične stihove, sastav se često uspoređuje s Frankom Zappom. Oba su člana rekla da Zappa nije utjecao na njih; u intervjuu iz 2011. Freeman je izjavio da je bio pod utjecajem skupine The Mothers of Invention, ali da mu se nikad nije sviđao Zappin rad nakon raspuštanja te grupe. Melchiondo je izjavio da nije Zappin obožavatelj jer mu Zappino bavljenje različitim glazbenim žanrovima zvuči sarkastično i neiskreno. Freeman je u rujnu 2011. uživo izveo pjesmu "What's the Ugliest Part of Your Body?" The Mothers of Inventiona na Frank Zappa Day Festivalu u Baltimoreu.

## Teme i mitologija
Članovi Weena već su na samome početku tvrdili da su "niknuli iz demon-boga Boognisha". Boognishevo lice logotip je skupine. Boognish se također pojavljuje u stihovima nekoliko Weenovih pjesama, među kojima su "Up on th' Hill", "Pass the Bong" i "The Stallion, pt. 4". Sam je sastav skovao izraz "brown" ("smeđe") kojim opisuje izvedbe i pjesme koje su "sjebane, ali u dobrom smislu". Riječ "brown" nalazi se i u tekstovima pjesama "Can't Put My Finger on It", "Mutilated Lips", "If You Could Save Yourself (You'd Save Us All)" i "Chocolate Town", ali i u imenu koncertnog albuma Paintin' the Town Brown. Skupina se također često služi riječju "waste" ("otpad") ("Can U Taste the Waste?", "Tender Situation", "Chocolate Town" i "Back to Basom").
U stihovima pjesama također se često nalaze aluzije na članove skupine, česte suradnike i prijatelje; spominju se Freeman ("I Saw Gener Cryin' In His Sleep", "Up on th' Hill", i "Puffy Cloud"), Melchiondo ("What Deaner Was Talkin' About", "Puffy Cloud", "The Stallion, pt. 2" i "Leave Deaner Alone"), Williams ("Booze Me Up and Get Me High" i "Sketches of Winkle"), Weiss ("Pass the Bong" i "Booze Me Up and Get Me High") i Larry "Eddie Dingle" Curtin ("Nan", "Laura", "Pork Roll, Egg & Cheese" i "Molly"). Coleman tvrdi da se u pjesmi "I Don't Wanna Leave You on the Farm" govori o tome da nije želio ostaviti tadašnju djevojku i otići na turneju, ali je komentirao da pjesma "Waving My Dick in the Wind" nije o njemu i da je sama ta pjesma "potpuno besmislena".
Ween je također poznat po brojnim aluzijama na hranu, pogotovo na kolute od svinjetine iz New Jerseyja; o njima se govori u četirima pjesama na albumu The Pod: "Pork Roll, Egg & Cheese", "Frank", "Awesome Sound" i "She Fucks Me". U pjesmi "Pollo Asado" s istog albuma Freeman imitira razgovor koji je vodio s mušterijom dok je radio u El Taco Locu u New Hopeu. U bilješkama na omotu albuma GodWeenSatan: The Oneness nalaze si se molba Weenovim obožavateljima da skupini na koncerte donesu hranu, a u bilješkama na omotu albuma Pure Guava taj je zahtjev izmijenjen u "donesite nam tople obroke. Nemojte nam više donositi brzu hranu, hvala".

## Članovi sastava
Sadašnja postava
- Dean Ween (Mickey Melchiondo) – gitara, prateći i glavni vokali (1984. – 2012., 2015. – danas)
- Gene Ween (Aaron Freeman) – glavni i prateći vokali, gitara (1984. – 2012., 2015. – danas)
- Dave Dreiwitz – bas-gitara (1997. – 2012., 2015. – danas)
- Claude Coleman Jr. – bubnjevi (1994. – 2012., 2015. – danas)
- Glenn McClelland – klavijatura (1994. – 2000., 2002. – 2012., 2015. – danas)

Bivši članovi
- Andrew Weiss – bas-gitara (1989.  – 1997.)

Vremenska crta

## Diskografija
Studijski albumi
- GodWeenSatan: The Oneness (1990.)
- The Pod  (1991.)
- Pure Guava (1992.)
- Chocolate and Cheese (1994.)
- 12 Golden Country Greats (1996.)
- The Mollusk (1997.)
- White Pepper (2000.)
- Quebec (2003.)
- La Cucaracha (2007.)

## Vanjske poveznice
- Službene internetske stranice sastava
- Ween  Arhivirana inačica izvorne stranice od 16. siječnja 2009. (Wayback Machine) u bazi Rolling Stonea